# Jakov Bašić
Jakov Bašić (Tomislavgrad, 4. listopada 1902. – Mill Valley, Kalifornija, 9. lipnja 1987.), hrvatski emigrantski pjesnik i romanopisac. Pisao je novinske članke, pjesme, pripovijetke, te jedan roman.

## Životopis
U Tomislavgradu završava pučku školu, a gimnaziju na Širokom Brijegu. Otišao je u vojnu školu i postao jugoslavenskim kraljevskim časnikom. Od 1926. do proglašenja Šestosiječanjske diktature živio je u Beogradu. Zatim se je vratio u Zagreb kao čvrsti pripadnik Hrvatske seljačke stranke.
Borac za radnička prava.Sredinom tridesetih godina dolazi u Zagreb i izbija u vodstvo Saveza hrvatskih privatnih namještenika, koji je osnovao s prijateljima. Nastupali su protiv marksističkih sindikata. Prvi su uveli osmosatno radno vrijeme. Za vrijeme Banovine Bašić je vijećnikom grada Zagreba. Travnja 1940. pokrenuo je glasilo Saveza, tjednik "Pravicu". Izborio se i pridobio za urednika Tina Ujevića, a za suradnika Stanislava Šimića. 

Približava se HSS-u i postaje novinar zagrebačkih listova Merkur i Hrvatska pravica. 
Dolaskom NDH njegov Savez je raspušten. Poslove je preuzelo novoosnovano Ministarstvo udružbe, a "Pravica" je prestala izlaziti.
U vrijeme 2. svjetskog rata socijalni izaslanik NDH u Berlinu. 
Pošao je na nagovor ministara Lorkovića i Budaka neka pođe onamo, kao posebno ataše preuzeti brigu za tadašnjih četvrt milijuna hrvatskih radnika u Njemačkoj. 
Nesklon Nijemcima i nacionalsocijalizmu, uživa zaštitu poslanika dr. Mile Budaka. Nakon rata ostaje u emigraciji i djeluje u SAD-u kao književnik i kulturno-politički aktivist. 
U SAD se s inim Hrvatima organizirao i kupili su prostore za "Hrvatski dom", poslije stjecištem hrvatskoga društveno-političkog života. Ponaosob se zauzimao za preobrazbu politike Hrvatske bratske zajednice te je radi toga promicao ulazak državotvornih Hrvata u nju.
Listovi s kojima je surađivao su Zajedničar, Hrvatski glas i kalendari HSS-a.

## Djela
- "Knjiga bezimenih" (dio pjesama potpisanih pseudonimom Vid Vidović, izbjeglički logor “St. Martin” kod Linza, Austrija, 1947.),
- "Hrastov čvor-vitez divljine" (roman, 1969.),
- "Astro lirika" (pjesme, 1988.).